# Prix Occhialini
Le prix Occhialini a été créé en 2007 par la Société italienne de physique (it) (SIF) en collaboration avec l'Institut anglais de physique (IOP), pour honorer la mémoire du physicien Giuseppe Occhialini. Le prix est décerné une année sur deux par le conseil d'administration de l'une des deux sociétés à un physicien sélectionné parmi une liste de candidats présentée par l'autre. Le prix se compose d'une médaille en argent et d'un prix en espèces (3000 euros), et est décerné à des physiciens pour leur travail exceptionnel accompli au cours des dix années précédant le prix.

## Lauréats
Liste des lauréats de la médaille Occhialini depuis 2008 :  
| Année | Lauréats              | Institut                                                                                                | Domaine d'étude                                                        |
| ----- | --------------------- | --- | ---------------------------------------------------------------------- |
| 2020  | Marica Branchesi      | |                                                                        |
| 2019  | John Barrow           | |                                                                        |
| 2018  | Elena Pian            | |                                                                        |
| 2017  | Michèle Vendruscolo   | Université de Cambridge                                                                                 | Structure, dynamique et interaction des protéines                      |
| 2016  | Carla Andreani        | Université de Rome Tor Vergata                                                                          | Spectroscopie neutronique                                              |
| 2015  | James Binney          | Université d'Oxford                                                                                     | Dynamique des galaxies                                                 |
| 2014  | Alessandro Tredicucci | Université de Pise                                                                                      | Hétérojonctions                                                        |
| 2013  | Silvia Pascoli        | Institut de Phénoménologie de la Physique des Particules, Département de physique, Université de Durham | Phénoménologie neutrino                                                |
| 2012  | Eugenio Coccia        | Université de Rome Tor Vergata et INFN                                                                  | Ondes gravitationnelles et physique des astroparticules                |
| 2011  | Gian-Luca Oppo        | Université de Strathclyde                                                                               | Lasers, optiques quantiques et non linéaires, calculs à petite échelle |
| 2010  | Ignazio Ciufolini     | Université du Salento                                                                                   | Relativité générale                                                    |
| 2009  | Gaetana Laricchia     | University College de Londres                                                                           | Physique des positrons                                                 |
| 2008  | Francesco Vissani     | Laboratoires Nationaux du Gran Sasso de l'INFN                                                          | Physique des neutrinos (masses et mélange)                             |